# Hoplopleura difficilis
Hoplopleura difficilis är en insektsart som beskrevs av Kim 1965. Hoplopleura difficilis ingår i släktet Hoplopleura och familjen gnagarlöss. Inga underarter finns listade i Catalogue of Life.